# アンダムル
株式会社アンダムル（英: ANDAMUL,INC.）は、東京都千代田区に本社を置き、携帯電話向けコンテンツプロバイダー事業、海外（主に韓国）向けデジタルコンテンツのエージェント業務、通信販売業、ソーシャルゲームアプリ企画・開発・運用を主な事業とする日本の企業。

## 概要
2004年、”日韓”を事業戦略の軸に、携帯電話向けコンテンツ事業を立ち上げる。
3年で、公式サイト30サイト運営。韓流芸能情報からK-POPまで、韓流関連のあらゆるジャンルを扱ったコンテンツプロバイダー。
現在、韓流コンテンツを中心に、モバイルコンテンツ、ソーシャルゲーム、ｅコマースの三部門で事業展開。 

## 沿革
- 2004年11月 - 千葉県市川市にて500万円の確認会社として設立
- 2005年4月 - 資本金1000万円に増資
- 2005年6月 - iモード公式サービス「韓流スタードラマ」開始、韓流音楽配信事業スタート
- 2005年6月 - 資本金3100万円に増資
- 2005年7月 - 新宿二丁目に事務所移転
- 2005年10月 - au公式サービス開始
- 2006年1月 - 資本金3872万円に増資
- 2006年4月 - Yahoo!ケータイ公式サービス開始
- 2006年11月 - iモード公式サービス「サランヘ韓流スター」開始
- 2007年6月 - 新宿一丁目に事務所移転
- 2007年9月 - アンダムルの企業指針策定
- 2007年12月 - iモード公式サービス「我愛華流スター」開始
- 2008年3月 - iモード公式サービス「華流C-POP」開始、華流音楽配信事業スタート
- 2008年4月 - アンダムルコリア設立
- 2008年07月 - テレビCM開始（CS放送向け）
- 2008年09月 - 新宿1丁目（現住所）に事務所移転
- 2009年03月 - メディア事業開始
- 2010年08月 - Mobile Content 2010 Award, Mobile social networking部門受賞

## 事業
- 携帯電話向けコンテンツプロバイダー事業
- 海外(主に韓国)向けデジタルコンテンツのエージェント業務
- 通信販売業
- ソーシャルゲームアプリ企画・開発・運用

## 主な商品・サービス

### 着うた・動画・音楽関連
- 『KPOP♪CPOPコール』KDDI/Docomo公式
- 『韓流スター♪ドラマ』KDDI/Docomo/SoftBank公式
- 『韓流★ムービー』KDDI/Docomo/SoftBank公式
- 『K-POP♪フル』KDDI/Docomo/SoftBank公式
- 『華流C-POP♪』KDDI/Docomo/SoftBank公式
- 『華流C-POP♪フル』KDDI/Docomo/SoftBank公式

### 情報・エンターテインメント
- 『サランヘ★韓流スター』KDDI/Docomo/SoftBank公式
- 『我愛★華流スター』KDDI/Docomo/SoftBank公式
- 『中央日報』KDDI/Docomo/SoftBank公式
- 『ＫＢＳ（韓国）』KDDI/Docomo/SoftBank公式
- 『ＭＢＣ（韓国）』KDDI/Docomo/SoftBank公式
- 『ちょいカンテメ』（無料）KDDI/Docomo/SoftBank公式
- 『運命の韓流占い～パルチャの奇跡～』KDDI/Docomo/SoftBank公式
- 『新大久保の母・妙月』KDDI/Docomo/SoftBank公式

### アーティスト公式
- 『ZE:Aモバイル』KDDI/Docomo/SoftBank公式

### Eコマース事業
- 『All Korea Disc』KDDI/Docomo/SoftBank公式

### and more
- 『韓流スター♥きせかえ』KDDI/Docomo/SoftBank公式

　※きせかえツールアーティスト一覧：John-Hoon、BIGBANG、クォン・サンウ、Rain(ピ）、イワン、キム・ドンワン、キム・レウォン、イ・ジフン、Ryu、ハン・ジミン、チェ・ジョンアンなど。
- 『韓★デコ』KDDI/Docomo/SoftBank公式
- 『華★デコ』KDDI/Docomo/SoftBank公式
- 『韓流スターと恋しよッ』KDDI/Docomo/SoftBank公式

　※韓流スターとの恋愛アドベンチャーゲーム

## ソーシャルゲーム・ゲーム一覧

### 恋愛ゲーム一覧
- 『デリシャス★キス第二章～終わらない愛～』GREE対応
- 『最悪の瞬間、最愛の君に…～Dangerous Wedding～』mobage対応
- 『デリシャス★キス』Docomo/mixi/GREE/mobage対応
- 『エターナルリング～魅惑の約束～』Docomo/mixi/GREE/対応
- 『オトナの選択～求めあう関係～』GREE/mobage対応
- 『ラブ★ディスタンス～予期せぬ運命～』GREE対応
- 『禁断バージンロード～誘惑の男たち～』GREE対応
- 『女社長の事情～シークレットラブ～』GREE/Androidアプリ対応
- 『純愛×強引～奪われた唇』GREE対応
- 『法廷レンアイ～愛と欲望～』GREE対応
- 『忍かくれ恋絵巻～くノ一の決断～』GREE対応
- 『法廷レンアイ～愛と欲望～』GREE対応
- 『戦国恋乱世～SAMURAIの野望～』GREE対応
- 『トライアングル・ゲーム～愛の罠～』GREE対応
- 『恋の方程式～ナイショの法則xxx～』GREE対応
- 『真実の恋はベッドの中で～上手な愛され方～』GREE対応
- 『刑事たちがくれた恋』mixi/GREE/対応
- 『王子様がくれた恋』GREE/対応

### RPGソーシャルゲーム一覧
- 『海賊王になれ！』
- 『モンスター†タワー』
- 『竜物語』

### スマートフォンアプリ
- 『ダークセイント～BURNING FOREST～』Android/iPhone対応